# Crocus reticulatus
Crocus reticulatus är en irisväxtart som beskrevs av Christian von Steven och Adam. Crocus reticulatus ingår i släktet krokusar, och familjen irisväxter.

## Underarter
Arten delas in i följande underarter:
- C. r. hittiticus
- C. r. reticulatus